# Pablo Quatrocchi
Pablo Javier Quatrocchi (Quilmes, 19 gennaio 1974) è un allenatore di calcio ed ex calciatore argentino.

## Carriera
Nel 2003 ha giocato nel Wolfsburg.

## Palmarès

### Giocatore

#### Competizioni nazionali
- InterLiga: 1

Necaxa: 2007